# Stortjärnen (Ströms socken, Jämtland, 708267-148227)
Stortjärnen är en sjö i Strömsunds kommun i Jämtland och ingår i Ångermanälvens huvudavrinningsområde. Sjön har en area på 0,433 kvadratkilometer och ligger 293 meter över havet. Sjön avvattnas av vattendraget Kartån.

## Delavrinningsområde
Stortjärnen ingår i det delavrinningsområde (708249-148185) som SMHI kallar för Mynnar i Ströms Vattudal. Medelhöjden är 301 meter över havet och ytan är 10,55 kvadratkilometer. Det finns inga avrinningsområden uppströms utan avrinningsområdet är högsta punkten. Kartån som avvattnar avrinningsområdet har biflödesordning 3, vilket innebär att vattnet flödar genom totalt 3 vattendrag innan det når havet efter 198 kilometer. Avrinningsområdet består mestadels av skog (49 procent) och sankmarker (40 procent). Avrinningsområdet har 0,62 kvadratkilometer vattenytor vilket ger det en sjöprocent på 5,9 procent.